# Sidi Medjahed
Sidi Medjahed è un comune dell'Algeria, situato nella provincia di Tlemcen.

## Geografia fisica
Il Oued Tafna, lungo 170 km, caratterizzato da un vasto bacino idrografico, attraversa il territorio comunale.